# اچ‌ام‌اس کازاک (۱۹۰۷)
اچ‌ام‌اس کازاک (۱۹۰۷) (به انگلیسی: HMS Cossack (1907)) یک کشتی بود که طول آن ۲۷۰ فوت (۸۲٫۳ متر) بود. این کشتی در سال ۱۹۰۷ ساخته شد.